# Suriname nos Jogos Olímpicos de Verão de 1992
O Suriname competiu nos Jogos Olímpicos de Verão de 1992, em Barcelona, Espanha.

## Medalhistas

### Bronze
- Anthony Nesty — Natação, 100m borboleta masculino

## Resultados por evento

### Atletismo
800 metros masculino
- Tommy Asinga

800 metros feminino
- Letitia Vriesde
  - Eliminatórias — 1:59.93
  - Semifinal — 1:58.28 (→ não avançou)

1.500 metros feminino
- Letitia Vriesde

### Ciclismo
Estrada Individual Masculino
- Realdo Jessurun

### Natação
50 metros livre masculino
- Enrico Linscheer
  - Eliminatórias – 23.74 (→ não avançou, 33º lugar)

100 metros livre masculino
- Giovanni Linscheer
  - Eliminatórias – 51.82 (→ não avançou, 37º lugar)

- Enrico Linscheer
  - Eliminatórias – 52.94 (→ não avançou, 47º lugar)

100 metros borboleta masculino
- Anthony Nesty
  - Eliminatórias – 53.89
  - Final – 53.41 (→  Medalha de Bronze)

- Giovanni Linscheer
  - Eliminatórias – 56.20 (→ não avançou, 37º lugar)